# TEAM ROCK
『TEAM ROCK』（チーム・ロック）は、ロックバンド・くるりの3枚目のアルバム。発売元はSPEEDSTAR RECORDS。

## 概要
- くるりのセルフプロデュースによる3rdアルバム。
- エンジニアである高山徹が参加している。
- このアルバムに関して岸田は「東京での環境に慣れていった感じ」とインタビューで答えている。

## 収録曲

### CD
特に表記のないものに関しては作詞・作曲：岸田繁。
1. TEAM ROCK（作詞：岸田繁、作曲：くるり）
ラップ詞が中心。
2. ワンダーフォーゲル
6thシングル。ライブでも定番曲となっている。
3. LV30
岸田繁が敬愛するドラゴンクエストシリーズをモチーフに作られた曲。マイ・ブラッディ・ヴァレンタインの「オンリー・シャロウ」を真似ている。2001年に開かれた村上隆の展覧会タイトル「summon monster? open the door? heal? or die?」はこの曲の歌詞である「召喚するかドアを開けるか回復するか全滅するか」から引用されたものである。
4. 愛なき世界
5. C'mon C'mon（作詞・作曲：くるり）
歌詞はタイトル通り「C'mon C'mon」だけなので実質的なインストゥルメンタル曲。
6. カレーの歌
岸田によるピアノ弾き語りの曲。ジョン・デンバーの「故郷へかえりたい」に酷似している[1][2]。
7. 永遠（作詞：岸田繁/佐藤征史、作曲：くるり）
ダンス・ミュージック系の曲である。
8. トレイン・ロック・フェスティバル
9. ばらの花
7thシングル。SUPERCARのフルカワミキがバック・コーラスとして参加している。メンバーも大変気に入っている曲である。
10. 迷路ゲーム
11. リバー
発売後に8thシングルとしてシングルカットされた。

### アナログ盤
- < A side > …1.～4.
- < B side > …8.～11.
- < C side > …5.～7.（以上の数字はCDの収録No.に対応。）
- < D side >
  1. C'mon C'mon <SHōGI-MIX>
  2. 永遠 <FOREVER YOUR LOVE-MIX>

  - D sideの楽曲はアナログ盤にのみ収録されている。

## 演奏
- 岸田繁：Vocals, Guitars, Keyboards, Pro Tools & Various Instruments & Effects
- 佐藤征史：Bass Guitar, Vocals, Pro Tools & Various Instruments & Effects
- 森信行：Drums, Percussions, Vocals & Various Instruments & Effects
- 草間敬：Keyboards (#5)
- miKi (SUPERCAR)：Background Vocals (#9)
- 奥野真哉 (ソウル・フラワー・ユニオン)：Upright Piano (#11)